# Людвиг II (ландграф Гессен-Касселя)
Людвиг II (нем. Ludwig II. der Freimütige; 7 сентября 1438 — 8 ноября 1471, замок Рейхенбах, ландграфство Гессен) — ландграф Нижнего Гессена с 1458 года. Старший сын Людвига I и его жены Анны Саксонской.

## Биография
Унаследовал от отца часть его владений — Нижний Гессен с центром в городе Кассель. Другая половина досталась его младшему брату Генриху III. Спор о точной границе земель они урегулировали только в 1470 году, после продолжавшейся несколько месяцев войны. Мир был заключен при посредничестве другого брата — будущего кёльнского архиепископа Германа IV.
В 1470 году Людвиг II построил замки Ротенбург и Цигенхайн. С 1464 по май 1471 года находился в состоянии войны с епископом Падербонна Симоном III — за город Каленберг, затем они заключили мировое соглашение.
Внезапно умер 8 ноября 1471 года в Райхенбахе после охоты, в которой участвовал вместе с братом. Некоторые историки предполагают, что он был отравлен.

## Семья
Людвиг II был женат на Мехтильде (1438—1495), дочери вюртембергского графа Людвига I, свадьба состоялась 1 сентября 1454 года. У них было четверо детей:
- Анна (1455—1458)
- Елизавета (умерла в детском возрасте)
- Вильгельм I Старший (1466—1515)
- Вильгельм II Средний (1469—1509)

Также у Людвига II было 8 детей от его любовницы Маргариты фон Хольцхейм.